# Googleplex

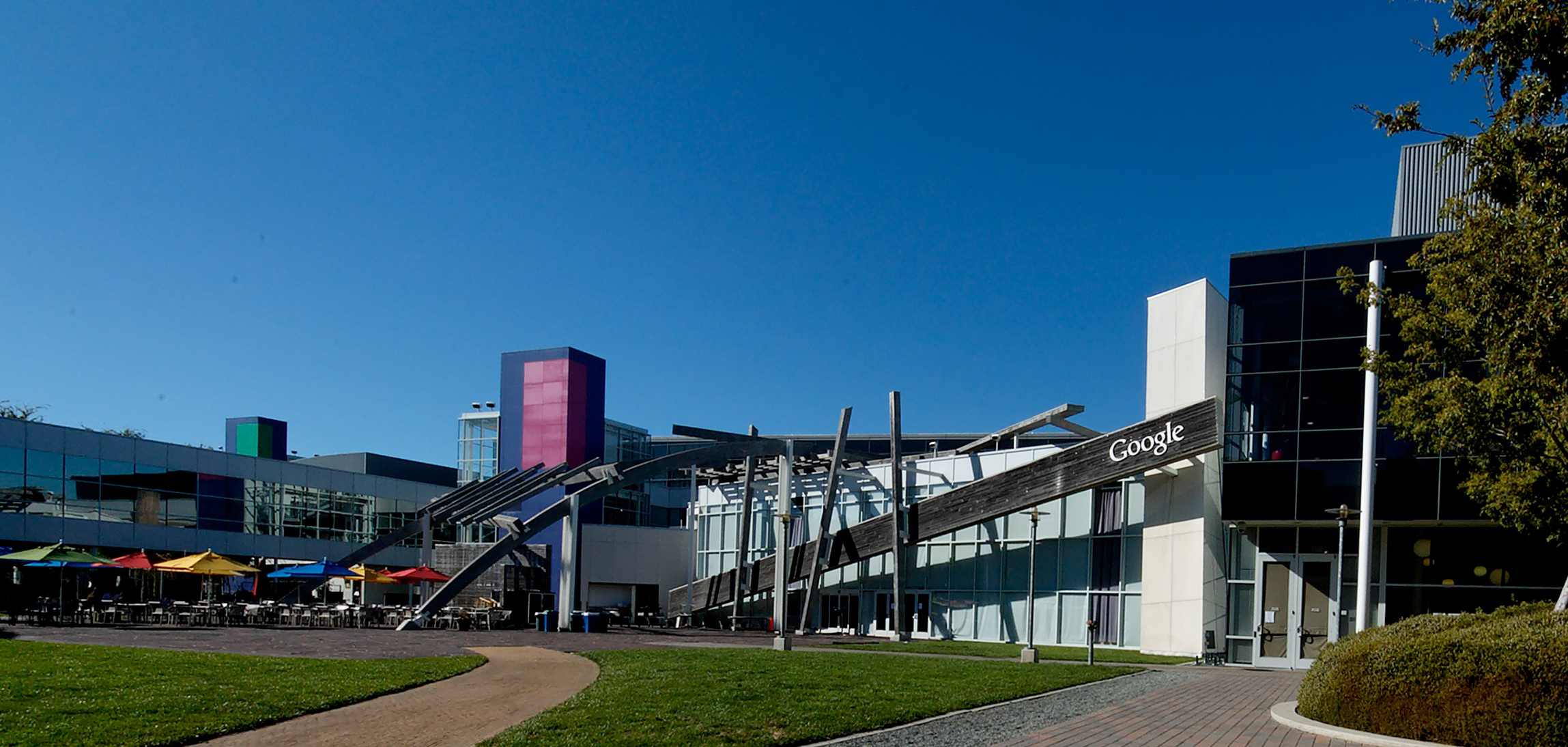
Google-campus

Googleplex is het Google Inc.-hoofdkantoor in Mountain View (Santa Clara County) in de Amerikaanse staat Californië. 'Googleplex' is een porte-manteauwoord van 'Google', de naam van het bedrijf, en 'complex', een geheel van bij elkaar horende zaken, zoals gebouwen. 'Googleplex' is ook een woordspeling op het woord 'googolplex', dat in de wiskunde staat voor {\displaystyle 10^{10^{100}}}, oftewel een 1 gevolgd door een googol nullen.